# 石碌铁矿
石碌铁矿，位于中国海南省昌江县石碌镇南3km的牛牯岭（原海拔530米）山麓，面积16km2。1939年侵华日军开始开发石碌铁矿。现资源枯竭闭矿。改建为海南石碌铁矿国家矿山公园。

## 地质
石碌铁矿的沉积变质型赤铁矿富矿床品位平均51.15%，最高达68.64%，表内储量3.02亿吨。

## 历史
明末在此处地表发现铜矿，呈孔雀石色，故名“石绿岭”，后称“石碌岭”。1782年井下开采铜矿。1974年12月21日，石碌铁矿北一主矿体412米层面作业时，从有铜矿处挖出2具留长辫子的干尸和2把三角铁耙，证实是清朝年间工人挖铜时塌方被埋。
1933年，成立琼崖实业局，接受华侨投资开发本岛资源。1935年，琼崖实业局派人到石碌岭调查铜矿，发现此处铁矿储量颇丰，且品位极高。
1939年2月日军侵占海南岛并由日本海军经营。日本海军军方从上海、广州、香港、澳门、汕头、厦门等沿海各地招募劳工68批约25000人，以及从海南岛各地抓劳工，以及太平洋战争初期的英、澳、印度、荷兰等国俘虏2000余人，总共约4万余人，开发石碌铁矿及配套的八所港、石八铁路、东方水电站及高压输电线。日本投降时劳工仅存5803人。东方市“侵华日军侵琼八所死难劳工纪念地”入选第八批全国重点文物保护单位。2002年东方市政府和澳大利亚达尔文市政府共同在八所镇老欧村修建了“二战澳大利亚海鸥飞行支队飞行员纪念碑”，碑文用中英文记述了“海鸥支队”21营的263名澳大利亚士兵在安汶岛战败被俘后至琼服苦役的经过和路线，并配有地图和图案标识。在海鸥支队纪念碑的左侧，为两位澳大利亚越狱战俘坟冢，前立有一块黑色的方形石碑上写：“in memory of two gull force soldiers who were buried here in 1944， lest we forget（特此纪念1944年埋葬于此的两位海鸥支队的士兵，愿记忆长存）”。
1945年12月，行政院经济部粤桂闽区特派员广州办事处接收石碌铁矿及配套设施。1946年2月移交资源委员会海南矿电业接办代表办公室。1946年8月资源委员会海南铁矿筹备处成立并接收海南铁矿（含石碌铁矿、田独铁矿）。 
1950年6月13日，中南军政委员会工业部成立石碌保管处，田独铁矿派林勇担任石碌保管处主任兼警卫大队长，龙家浩担任副主任，共有312人。1952年冬，中央决定恢复开发海南铁矿。1952年11月4日，中南军政委员会工业部决定成立华中钢铁公司中南第一铁矿。1953年初，中南地质局410队到石碌矿山开展地质普查工作。1955年2月中南第一铁矿改名为中华人民共和国冶金工业部矿山管理局海南铁矿。1956年1月石碌铁矿建设工程开始，设计年产铁矿石110万吨，总投资3547.67万元。1957年4月石碌至八所铁路恢复通车。1958年5月1日装机容量5600千瓦的东方水电站以66kV输出线路恢复供电。1957年7月1日石碌铁矿恢复生产，当年铁矿产量120万吨。2017年8月石碌铁矿资源已基本挖完，仍露天开采的有北一采场北帮的扩帮和枫树下采场，上述两采场的露天作业计划将于2023年结束。2017年12月，海南石碌铁矿国家矿山公园正式获国土资源部批准为第四批国家矿山公园资格。